# Moul of Eswick
Moul of Eswick är en udde i Storbritannien.   Den ligger i kommunen Shetlandsöarna och riksdelen Skottland, i den norra delen av landet, 1 000 km norr om huvudstaden London. Moul of Eswick ligger på ön Mainland.
Terrängen inåt land är platt. Havet är nära Moul of Eswick åt sydost.